# Louis d'Alagon
Louis d'Alagon (... – Parigi, 1605) è stato un politico francese.
Nel 1589, in pieno clima di guerre di religione, chiese invano l'aiuto di Carlo Emanuele I di Savoia. Divenuto fedele a Enrico IV, fu nominato governatore di Montpellier nel 1605, ma giustiziato lo stesso anno per alto tradimento.